# 阿穆尔河畔共青城站
阿穆尔河畔共青城站（羅馬化：Stantsia Komsomolsk-na-Amure）位于哈巴罗夫斯克边疆区共青城，是边疆区的主要铁路客运站，本站1936年投入使用。

## 列车
- 667（668）次列车：共青城-哈巴罗夫斯克（青年号）[3]
- 351（352）次列车：苏维埃港 - 哈巴罗夫斯克（伯力） - 海参崴[4]
- 363（364）次列车：滕达 - 共青城[5]